# 江池镇
江池镇是中国重庆市丰都县下辖的一个镇。

## 行政区划
江池镇辖个10个行政村。
- 村：江洋村、大安村、邹家村、横梁村、虎劲村、徐坪村、五松村、双仙村、南洋村、关塘河村